# Arachis

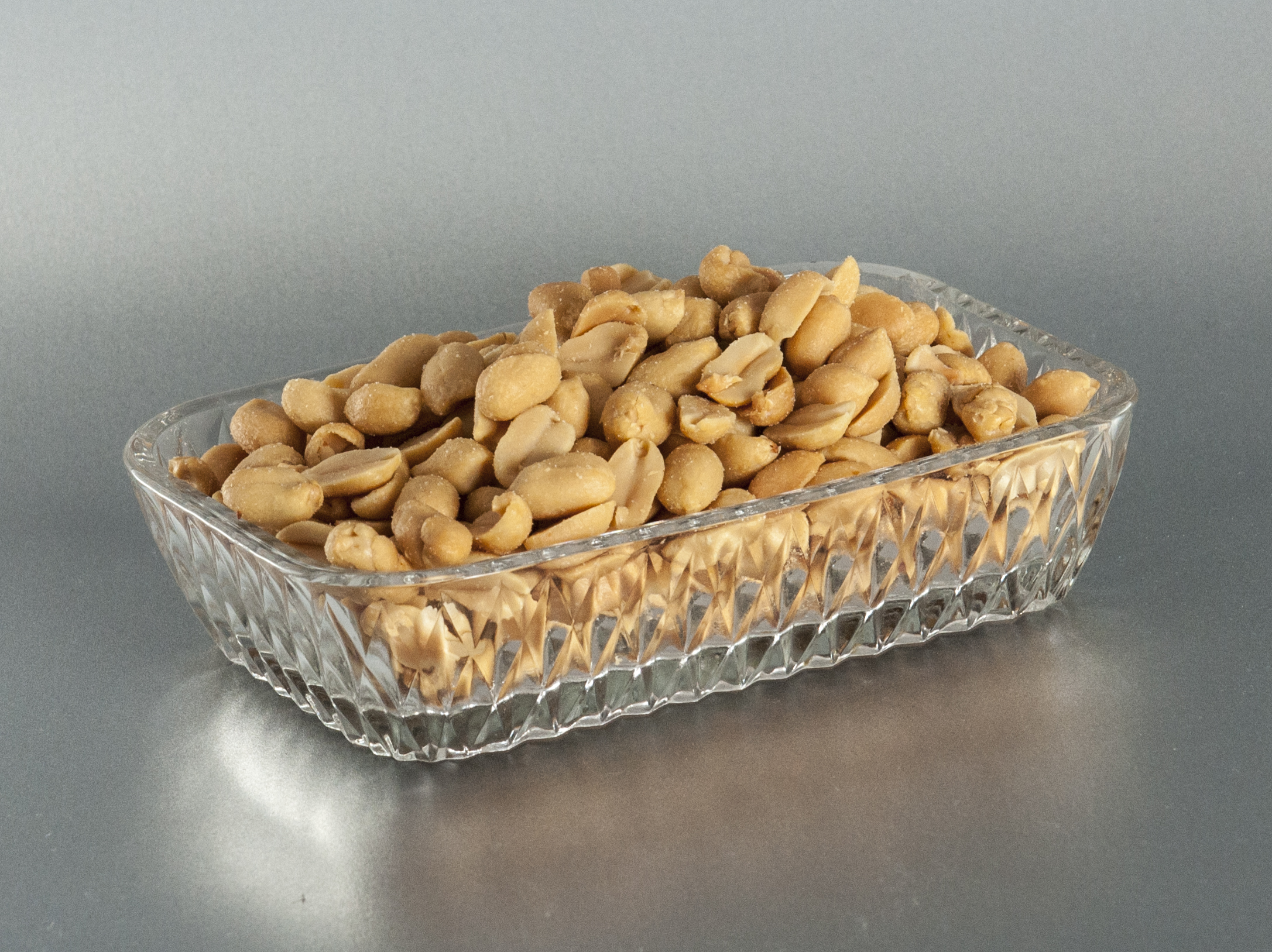

Arachis és un gènere de plantes amb flors dins la família de les fabàcies. Consta d'unes 82 espècies. Són originàries d'Amèrica del sud. La més coneguda és el cacauet (Arachis hypogaea) cultivada per l'alimentació humana i el residu d'obtenir-ne oli de cacauet es dona als animals.

## Descripció
Les espècies del gènere Arachis poden ser anuals o perennes, herbàcies amb arrel pivotant gruixuda o rizoma.

## Taxonomia
Les espècies reconegudes d'aquest gènere són:
| - Arachis appressipila Krapov. & W.C.Greg. - Arachis archeri Krapov. & W.C.Greg. - Arachis batizocoi Krapov. & W.C.Greg. - Arachis benensis Krapov., W.C.Greg. & C.E.Simpson - Arachis benthamii Handro - Arachis brevipetiolata Krapov. & W.C.Greg. - Arachis burchellii Krapov. & W.C.Greg. - Arachis burkartii Handro - Arachis cardenasii Krapov. & W.C.Greg. - Arachis chiquitana Krapov., W.C.Greg. & C.E.Simpson - Arachis correntina (Burkart) Krapov. & W.C.Greg. - Arachis cruziana Krapov., W.C.Greg. & C.E.Simpson - Arachis cryptopotamica Krapov. & W.C.Greg. - Arachis dardani Krapov. & W.C.Greg. - Arachis decora Krapov., W.C.Greg. & Valls - Arachis diogoi Hoehne - Arachis douradiana Krapov. & W.C.Greg. - Arachis duranensis Krapov. & W.C.Greg. - Arachis giacomettii Krapov., W.C.Greg., Valls & C.E.Simpson - Arachis glabrata Benth. - Arachis glandulifera Stalker - Arachis gracilis Krapov. & W.C.Greg. - Arachis gregoryi C.E.Simpson, Krapov. & Valls - Arachis guaranitica Chodat & Hassl. - Arachis hassleri Krapov., Valls & C.E.Simpson - Arachis hatschbachii Krapov. & W.C.Greg. - Arachis helodes Mart. ex Krapov. & Rigoni - Arachis hermannii Krapov. & W.C.Greg. | - Arachis herzogii Krapov., W.C.Greg. & C.E.Simpson - Arachis hoehnei Krapov. & W.C.Greg. - Arachis hypogaea L. - cacauet - Arachis interrupta Valls & C.E.Simpson - Arachis ipaensis Krapov. & W.C.Greg. - Arachis jacobinensis Valls & C.E.Simpson - Arachis kempff-mercadoi Krapov., W.C.Greg. & C.E.Simpson - Arachis krapovickasii C.E.Simpson, D.E.Williams, Valls & I.G.Vargas - Arachis kretschmeri Krapov. & W.C.Greg. - Arachis kuhlmannii Krapov. & W.C.Greg. - Arachis lignosa (Chodat & Hassl.) Krapov. & W.C.Greg. - Arachis linearifolia Valls, Krapov. & C.E.Simpson - Arachis lutescens Krapov. & Rigoni - Arachis macedoi Krapov. & W.C.Greg. - Arachis magna Krapov., W.C.Greg. & C.E.Simpson - Arachis major Krapov. & W.C.Greg. - Arachis marginata Gardner - Arachis martii Handro - Arachis matiensis Krapov., W.C.Greg. & C.E.Simpson - Arachis microsperma Krapov., W.C.Greg. & Valls - Arachis monticola Krapov. & Rigoni - Arachis nitida Valls, Krapov. & C.E.Simpson - Arachis oteroi Krapov. & W.C.Greg. - Arachis palustris Krapov., W.C.Greg. & Valls - Arachis paraguariensis Chodat & Hassl. - Arachis pflugeae C.E.Simpson, Krapov. & Valls - Arachis pietrarellii Krapov. & W.C.Greg. | - Arachis pintoi Krapov. & W.C.Greg. - Arachis porphyrocalyx Valls & C.E.Simpson - Arachis praecox Krapov., W.C.Greg. & Valls - Arachis prostrata Benth. - Arachis pseudovillosa (Chodat & Hassl.) Krapov. & W.C.Greg. - Arachis pusilla Benth. - Arachis repens Handro - Arachis retusa Krapov., W.C.Greg. & Valls - Arachis rigonii Krapov. & W.C.Greg. - Arachis schininii Krapov., Valls & C.E.Simpson - Arachis seridoensis Valls, C.E.Simpson, Krapov. & R.Veiga - Arachis sesquijuga Valls, L.C.Costa & Custodio - Arachis setinervosa Krapov. & W.C.Greg. - Arachis simpsonii Krapov. & W.C.Greg. - Arachis stenophylla Krapov. & W.C.Greg. - Arachis stenosperma Krapov. & W.C.Greg. - Arachis subcoriacea Krapov. & W.C.Greg. - Arachis submarginata Valls, Krapov. & C.E.Simpson - Arachis trinitensis Krapov. & W.C.Greg. - Arachis triseminata Krapov. & W.C.Greg. - Arachis tuberosa Bong. ex Benth. - Arachis valida Krapov. & W.C.Greg. - Arachis vallsii Krapov. & W.C.Greg. - Arachis veigae S.H.Santana & Valls - Arachis villosa Benth. - Arachis villosulicarpa Hoehne - Arachis williamsii Krapov. & W.C.Greg. |